# Вел (приток на Вага)
Вел (на руски: Вель) е река в южната част на Архангелска област на Русия, ляв приток на Вага (ляв приток на Северна Двина). Дължина 233 km. Площ на водосборния басейн 5390 km².
Река Вел води началото си от Коношкото възвишение, на 218 m н.в., на 3 km западно от село Кремлево, в югозападната част на Архангелска област. В горното течение има югоизточна посока, в средното – североизточна, а в долното – предимно източна. В горното течение долината ѝ е слабо изразена сред околния релеф и залесена. След това в средното течение долината ѝ става широка и малко по-дълбока, в която Вел силно меандрира. В долното течение долината ѝ се стеснява и в някои участъци има бързеи и прагове. Влива се отляво в река Вага (ляв приток на Северна Двина), при нейния 355 km, на 64 m н.в., в чертите на град Велск, в южната част на Архангелска област. Основни притоци: леви – Подюга (102 km), Шоноша (83 km), Елюга (50 km); десни – Вотчица (60 km). Има смесено подхранване с преобладаване на снежното. Среден годишен отток на 32 km от устието 44,46 m³/s, с ясно изразено пълноводие о средата на април до края на май. Замръзва през октомври или ноември (в някои години през декември), а се размразява през април или началото на май. По течението на реката са разположени няколко десетки, предимно малки населени места, а в устието ѝ – град Велск.